# ليونارد جاكسون (لاعب كريكت)
ليونارد جاكسون (بالإنجليزية: Leonard Jackson)‏ (8 أبريل 1848 في المملكة المتحدة - 21 مارس 1887 بشفيلد في المملكة المتحدة) هو لاعب كريكت بريطاني (وحمل سابقاً جنسية المملكة المتحدة لبريطانيا العظمى وأيرلندا). لعب مع نادي مقاطعة ديربيشاير للكريكت ‏.